# Fisch des Jahres (Deutschland)
Der Fisch des Jahres wird seit 1984 gekürt. Von 1984 bis 1990 wurde die Art von der Petri Stiftung benannt, seit 1991 wird der Fisch durch den Verband Deutscher Sportfischer e. V. (VDSF), seit 2013 Deutscher Angelfischerverband (DAFV), gekürt. Die Auswahl erfolgt nach der Gefährdung aufgrund schädigender Einflüsse des Menschen auf den Lebensraum des Fisches. Bitterling, Bachforelle, Groppe, Äsche, Neunaugen, Dorsch und Nase wurden bereits jeweils zweimal zum Fisch des Jahres gewählt. Atlantischer Lachs und Europäischer Aal wurden dreimal gewählt.

## Fische des Jahres
| Jahr      | Deutscher Name                          | Wissenschaftlicher Name                   | Abbildung                         |
| --------- | --------------------------------------- | ----------------------------------------- | --------------------------------- |
| 1984      | Bachschmerle                            | Barbatula barbatula                       | 1984 Bachschmerle                 |
| 1985      | Bitterling (auch 2008)                  | Rhodeus amarus                            | 1985 Bitterling                   |
| 1986      | Schneider                               | Alburnoides bipunctatus                   | 1986 Schneider                    |
| 1987      | Europäischer Schlammpeitzger            | Misgurnus fossilis                        | 1987 Europäischer Schlammpeitzger |
| 1988      | Bachneunauge und Flussneunauge          | Lampetra planeri und Lampetra fluviatilis | 1988 Flussneunauge                |
| 1989      | Groppe (auch 2006)                      | Cottus gobio                              | 1989 Groppe                       |
| 1990      | Bachforelle (auch 2005)                 | Salmo trutta f. fario                     | 1990 Bachforelle                  |
| 1991      | Elritze                                 | Phoxinus phoxinus                         | 1991 Elritze                      |
| 1992      | Atlantischer Lachs (auch 2000 und 2019) | Salmo salar                               | 1992 Atlantischer Lachs           |
| 1993      | Atlantischer Kabeljau (auch 2024)       | Gadus morhua                              | 1993 Atlantischer Kabeljau        |
| 1994      | Nase (auch 2020)                        | Chondrostoma nasus                        | 1994 Nase                         |
| 1995      | Europäischer Aal (auch 2009 und 2025)   | Anguilla anguilla                         | 1995 Europäischer Aal             |
| 1996      | Meerforelle                             | Salmo trutta trutta                       | 1996 Meerforelle                  |
| 1997      | Europäische Äsche (auch 2011)           | Thymallus thymallus                       | 1997 Europäische Äsche            |
| 1998      | Strömer                                 | Leuciscus souffia                         | 1998 Strömer                      |
| 1999      | Nordseeschnäpel †                       | Coregonus oxyrhynchus                     | 1999 Nordseeschnäpel              |
| 2000      | Atlantischer Lachs (auch 1992 und 2019) | Salmo salar                               | 2000 Atlantischer Lachs           |
| 2001      | Europäischer Stör (auch 2014)           | Acipenser sturio                          | 2001 Europäischer Stör            |
| 2002      | Quappe                                  | Lota lota                                 | 2002 Quappe                       |
| 2003      | Barbe                                   | Barbus barbus                             | 2003 Barbe                        |
| 2004      | Maifisch                                | Alosa alosa                               | 2004 Maifisch                     |
| 2005      | Bachforelle (auch 1990)                 | Salmo trutta f. fario                     | 2005 Bachforelle                  |
| 2006      | Groppe (auch 1989)                      | Cottus gobio                              | 2006 Groppe                       |
| 2007      | Schleie                                 | Tinca tinca                               | 2007 Schleie                      |
| 2008      | Bitterling (auch 1985)                  | Rhodeus amarus                            | 2008 Bitterling                   |
| 2009      | Europäischer Aal (auch 1995 und 2025)   | Anguilla anguilla                         | 2009 Europäischer Aal             |
| 2010      | Karausche                               | Carassius carassius                       | 2010 Karausche                    |
| 2011      | Europäische Äsche (auch 1997)           | Thymallus thymallus                       | 2011 Äsche                        |
| 2012      | Neunaugen                               | Petromyzontidae                           | 2012 Neunaugen                    |
| 2013      | Forelle                                 | Salmo trutta                              | 2013 Forelle                      |
| 2014      | Europäischer Stör (auch 2001)           | Acipenser sturio                          | 2014 Europäischer Stör            |
| 2015      | Huchen                                  | Hucho hucho                               | 2015 Huchen                       |
| 2016      | Hecht                                   | Esox lucius                               | 2016 Hecht                        |
| 2017      | Flunder                                 | Platichthys flesus                        | 2017 Flunder                      |
| 2018      | Dreistachliger Stichling                | Gasterosteus aculeatus                    | 2018 Dreistachliger Stichling     |
| 2019      | Atlantischer Lachs (auch 1992 und 2000) | Salmo salar                               | 2019 Atlantischer Lachs           |
| 2020      | Nase (auch 1994)                        | Chondrostoma nasus                        | 2020 Nase                         |
| 2021 2022 | Atlantischer Hering                     | Clupea harengus                           | 2021 Hering                       |
| 2023      | Flussbarsch                             | Perca fluviatilis                         | 2023 Flussbarsch                  |
| 2024      | Atlantischer Kabeljau (auch 1993)       | Gadus morhua                              | 2024 Atlantischer Kabeljau        |
| 2025      | Europäischer Aal (auch 1995 und 2009)   | Anguilla anguilla                         | 2025 Europäischer Aal             |

(† = ausgestorben)